# مسجد مختاروف
مسجد مختاروف (به روسی: Мечеть Мухтарова) یکی از مسجدهای شهر ولادی‌قفقاز است. نمازگزاران این مسجد مسلمانان اهل‌سنت‌اند. این مسجد یکی از نمادهای شهری ولادی‌قفقاز نیز به‌شمار می‌رود.